# Cevoli
Cevoli est un hameau (frazione) de la commune sparso de  Casciana Terme Lari, dans la province de Pise, en Toscane